# Pavol Vavrik
Pavol Vavrik (23 settembre 1979) è un ex calciatore slovacco, di ruolo difensore.

## Carriera

### Nazionale
Con la Nazionale slovacca ha giocato due partite tra il 2002 e il 2003.